# Váralja megállóhely
Váralja megállóhely egy Tolna vármegyei vasúti megállóhely Váralja községben, a MÁV üzemeltetésében. A település belterületének északi peremén helyezkedik el, a 6534-es út és a faluba vezető 65 167-es számú mellékút elágazása közelében.

## Vasútvonalak
A megállóhelyet az alábbi vasútvonalak érintik:
- Dombóvár–Bátaszék-vasútvonal

## Kapcsolódó állomások
A megállóhelyhez az alábbi állomások vannak a legközelebb:
- Máza-Szászvár vasútállomás (Dombóvár–Bátaszék-vasútvonal)
- Nagymányok megállóhely (Dombóvár–Bátaszék-vasútvonal)

## Forgalom
| Járat        | Útvonal | Gyakoriság   |
| ------------ | --- | ------------ |
| személyvonat | Dombóvár – Csikóstőttős – Mágocs-Alsómocsolád – Szalatnak – Szászvár – Máza-Szászvár – Váralja – Nagymányok – Hidas-Bonyhád – Cikó – Mőcsény – Mórágy – Bátaszék – Alsónyék – Pörböly – Baja-Dunafürdő – Baja | Napi 5-6 pár |